# Gustav Ucicky
Gustav Ucicky, director cinematográfico austriaco (* 6 de julio de 1898 en Viena; † 27 de abril de 1961 en Hamburgo).
Después de un período como operador cinematográfico, en 1928 pasó a la realización con filmes de cierto carácter nazi.
Posteriormente, más apartado de estas influencias políticas, dirigió numerosas obras en las cuales ha destacado su gran sensibilidad creadora. Entre sus películas sobresalen: Rojo amanecer (1932), Savoy Hôtel 217 (1936), Dunia, La novia eterna (1939), Después de la tormenta, etc.

## Premios y distinciones
Festival Internacional de Cine de Venecia
| Año  | Categoría                                     | Película               | Resultado |
| ---- | --------------------------------------------- | ---------------------- | --------- |
| 1940 | Copa Mussolini - Mejor película Internacional | Dunia, la novia eterna | Ganador   |